# Rasmus på luffen
Rasmus på luffen är en roman av Astrid Lindgren som utgavs 1956. Boken handlar om Rasmus som växer upp på ett barnhem och hoppas på att få bli adopterad. De som kommer på besök till barnhemmet väljer emellertid alltid en lockig flicka hellre än en pojke med rakt hår som Rasmus, varför Rasmus så småningom rymmer från barnhemmet. På rymmen träffar han luffaren Paradis-Oskar som han slår följe med.
Boken har filmats två gånger i Sverige, en gång i Jugoslavien och en gång i Sovjetunionen. Den första versionen släpptes 1955 och bygger på det radioteatermanus som utgjorde förlaga till boken. Åke Grönberg spelar luffaren som tillsammans med Rasmus, spelad av Eskil Dalenius, sjunger om en dröm om en sill- och potät-ätande katt. I nyinspelningen från 1981 gestaltas Paradis-Oskar av Allan Edwall, som med undantag av Världens bästa Karlsson var med i alla svenska filmatiseringar av Astrid Lindgrens böcker mellan 1971 och 1984, och Rasmus av Erik Lindgren. Den senare filmatiseringen har även visats som TV-serie.
Romanen är en av titlarna i boken Tusen svenska klassiker (2009).

## Filmatiseringar
- 1955 – Luffaren och Rasmus, regisserad av Rolf Husberg
- 1971 – Erazem in potepuh, TV-serie, Jugoslavien (närmare bestämt Slovenien)
- 1978 – Rasmus-brodjaga, sovjetisk filmatisering i regi av Maria Muat
- 1981 – Rasmus på luffen regisserad av Olle Hellbom